# Tramwaje w Astrachaniu
Tramwaje w Astrachaniu − zlikwidowany system komunikacji tramwajowej w rosyjskim mieście Astrachań, działający w latach 1900–2007.

## Historia
Tramwaje w Astrachaniu wybudowała i otworzyła belgijska spółka Tramways d'Astrakhan 24 czerwca 1900 jako wąskotorowe (1000 mm). Od kwietnia 1919 do kwietnia 1922 ruch tramwajowy był wstrzymany z powodu wojny. Tramwaje wąskotorowe działały do 1959, kiedy to w całości tory przebudowano na szerokość toru 1524 mm. Pracę nad zmianą rozstawu toru prowadzono od 1952 roku. Sieć tramwajową zamknięto 25 lipca 2007, która w momencie zamknięcia była obsługiwana przez 42 wagony, które jeździły na dwóch liniach.

## Tabor
Ostatnimi eksploatowanymi tramwajami były wagony typów: KTM-5 i KTM-8. Po likwidacji tramwajów w Astrachaniu w 2007 i 2008 pocięto wagony:
- KTM-5 12 sztuk
- KTM-5A 20 sztuk
- KTM-8K 13 sztuk
- KTM-8KM 2 sztuki.